# Harald Plum (arkitekt)
 Der er flere personer med dette navn, se Harald Plum.
Harald Plum (født 10. februar 1920 i Bagsværd, død 15. august 1993 i Norge) var en dansk arkitekt og politiker på venstrefløjen, bror til Niels Munk Plum.
Han var søn af civilingeniør Niels Munk Plum og Hanne Thiele og voksede op på Haraldsgave, som var opført af farbroderen, erhvervsmanden Harald Plum. Han gik på Kunstakademiets Arkitektskole fra 1939, tog afgang 1945, men var allerede aktiv som arkitekt fra 1943. I samarbejde med Henrik Iversen (fra 1944 til 1969) stod Plum for en meget stor produktion af typehuse i mange variationer. Et Iversen og Plum-hus havde typisk hvide mure, flade tage, glasstolpevægge og åben plan og blev regnet for et parcelhus af høj kvalitet. Sammen vandt de også en række arkitektkonkurrencer om offentlige bygninger. Plum modtog Stoltenbergs Legat 1957 og (sammen med Iversen) præmieringer fra Gentofte Kommune i 1951, 1954 og 1955.
Plum var lærer ved Kunstakademiets Arkitektskole 1969-74 og redaktør af AAR-bladet (tidsskrift for Ansatte Arkitekters Råd) 1979-90.
Typehusproduktionen gav Iversen og Plums tegnestue et stabilt grundlag.Harald Plum var medstifter af og bestyrelsesmedlem for Den Røde Højskole i Svendborg 1971 og stifter af 1. maj-fonden 1972, som indsamlede solidaritets-bidrag fra primært akademikere til brug ved såkaldt vilde strejker. Plum var medlem af Søllerød Kommunalbestyrelse 1983-90 for Venstresocialisterne, som han i 1967 var medstifter af.
Plum besøgte Italien og Tunis 1952; London 1958; Sovjetunionen (Usbekistan) 1964; Japan 1968 og Kina 1975. 
Han ægtede 17. oktober 1942 i København fysioterapeut Margrethe Wiltrup (født 26. november 1922 sammesteds), datter af læge Niels Carl Albert Wilhelm Wiltrup og Anna Elisabeth Meyer. 
Arkitekt Harald Plum var fader til fire sønner: Skibstømrer Morten Plum, som fra 1971 til sin død i 2000 boede i kollektivet Slotsgården i Ollerup, arkitekt og gøgler Søren Plum, som boede i Århus til sin død i 2008, filmfotograf Simon Plum (født 1948), som i 25 år var chef for filmselskabet Film & Lyd, samt forfatteren Mikkel Plum, ligeledes Slotsgården, Ollerup, der har beskrevet miljøet i den velhavende, men kommunistiske, Plum-familie med kritiske briller.
Han er begravet på Lyngby Parkkirkegård.

## Udstillinger
(alle sammen med Henrik Iversen):
- Charlottenborg Efterårsudstilling 1945-51
- Charlottenborg Forårsudstilling 1946-56, 1954 (sammen med Mogens Lassen), 1964 (sammen med samme, Thyge Olsson, Knud Bartholdy, Erik Friehling og Poul Pedersen)
- Habitations individuelles au Danemark, Paris 1955
- Flere typehusudstillinger i Danmark, bl.a. Søllerød Krat 1958; Sparekassen for Kjøbenhavn og Omegns konkurrenceresultater, bygget og udstillet på Rødovre Parkvej 1959; Berlingske Tidendes enfamiliehus, Hørsholm 1959; Købestævnet, Fredericia 1964-65; Domus Danica, Paris m.fl. 1965; Danbuilt, Winchester m.fl. 1974; Danske Arkitekters Landsforbund, Tæt-Lav udstilling, Humlebæk 1981

## Værker
(sammen med Henrik Iversen indtil 1969):
- Lyngby Parkkirkegård (1954-59, 1. præmie 1951)[1]
- Lyngby Kapelkrematorium (1959-67, 1. præmie 1951)
- Rækkehuse, Carlsmindeparken, Søllerød (1962)
- Projekt for Ass. Da. Arch., lærerhøjskole for mænd og kvinder i Kuwait (1963-64)
- Projekt for samme, storcenter i Beirut, Libanon (1963)
- Rækkehuse, Sagaparken, Charlottenlund (1965-66)
- Nordregårdsskolen, Tårnby (1967)

### Enfamiliehuse
- Kastanievej 46, Holte (1946-47)
- Fortunvej 59, Charlottenlund (1949-50)
- Skovbrinken 13, Charlottenlund (1954)
- Stormly Hansen, Avedøre (1958)
- Sånehus, Tikøb (1960)
- Carit Etlars Vej 8, Holte (1960)
- Typehuse, 12 typer i varierende størrelser (1955-85, til 1969 sammen med Henrik Iversen)

### Andre konkurrencer
- Næstved Idrætsanlæg (1946, 1. præmie)
- Boligområde, Nakskov (1947, 1. præmie)
- Ringsted Idrætsanlæg (1947, 2. præmie)
- Vandtårn, Korsør, (1948, indkøbt)
- Værkstedsskole, Växjö, Sverige (1955, 1. præmie)
- Teglværkernes enfamiliehuskonkurrence (1956, præmieret)
- Idrætsanlæg, Herlev (1957, 3. præmie, sammen med haveark. Morten Klint)
- Sparekassen for Kjøbenhavn og Omegn, enfamiliehuskonkurrence (1957, 1. præmie)
- Kirke i Horsens (1960, 3. præmie)
- Vapnagård, Helsingør, boligområde for arkitekt Sv.Aa. Nielsen (1962, 1. præmie)
- Møbelkonkurrence, Cantu, Milano (1963)
- Etagebygning i Skanderborg (1966, 3. præmie)
- Skole i Albertslund (1969, 3. præmie, sammen med Kjeld Aistrup)